# Beauchery-Saint-Martin
Beauchery-Saint-Martin is een gemeente in het Franse departement Seine-et-Marne (regio Île-de-France) en telt 363 inwoners (1999). De plaats maakt deel uit van het arrondissement Provins.

## Geografie
De oppervlakte van Beauchery-Saint-Martin bedraagt 27,3 km², de bevolkingsdichtheid is 13,3 inwoners per km².
De onderstaande kaart toont de ligging van Beauchery-Saint-Martin met de belangrijkste infrastructuur en aangrenzende gemeenten.

## Demografie
Onderstaande figuur toont het verloop van het inwonertal (bron: INSEE-tellingen).

1. ↑  Populations de référence 2022.